# Oste-Schwinge-Kanal
Der Oste-Schwinge-Kanal, auch Elmer Schiffsgraben genannt, verbindet die Oste mit der Schwinge. Der Kanal beginnt etwa 3,5 km unterhalb Bremervördes an der Oste und endet in der Nähe der Schwingequelle bei Mulsum.
Jürgen Christian Findorff leitete den Bau 1774 ein, der 1778 bis auf eine Restlänge von 348 Ruten (etwa 1,6 km) fertiggestellt war. Dieser letzte Abschnitt führte durch ein zwölf Meter mächtiges Moor, sodass es weitere sechs Jahre, nämlich bis 1784, dauerte, bis Findorff den Kanal für fertiggestellt erklärte.
Doch schon 1788 ist in einer Konferenz zur Moorkolonisation erklärt worden, dass der Kanal, obwohl technisch einwandfrei gebaut, durch mangelnde Nutzung (oder mangelnde Wartung) schadhaft geworden war.
Jetzt ist der Kanal nur noch für Paddelboote möglicherweise nutzbar.

## Links
- Karte des Oste-Schwinge-Kanal, auf openstreetmap.org